# Nogales (Badajoz)
Pour les articles homonymes, voir Nogales.
Nogales est une commune d’Espagne, dans la province de Badajoz, communauté autonome d'Estrémadure.